# ウルトラギャラクシーファイト
『ウルトラギャラクシーファイト』は、2019年からウルトラマン公式 YouTube ULTRAMAN OFFICIAL by TSUBURAYA PROD.やTSUBURAYA IMAGINATIONにて配信されている円谷プロダクション制作の特撮Webドラマシリーズ。「ウルトラシリーズ」に登場するウルトラマンが多数登場するクロスオーバー作品であり、日本のみならず世界規模で展開される。

## 『ウルトラギャラクシーファイト ニュージェネレーションヒーローズ』
『ウルトラギャラクシーファイト ニュージェネレーションヒーローズ』（英題：ULTRA GALAXY FIGHT NEW GENERATION HEROES）は、2019年9月29日から12月22日まで毎週日曜 10時 (JST) に配信されたシリーズ第1作。シリーズとしては史上初となるYouTube独占配信のオリジナル作品となる。1話あたり約5分かつ全13話の連続ストーリーによる構成であり、日本語版と英語吹き替え版が世界同時配信された。『劇場版 ウルトラマンR/B セレクト! 絆のクリスタル』後を舞台としており、「ニュージェネレーションヒーローズ」と称される『ウルトラマンギンガ』から『ウルトラマンR/B』までの主役ウルトラ戦士たちを中心とする物語が展開される。また、本作品の最終話が『ウルトラマンタイガ』のミッシングリンクを埋める構成になっている。
2019年7月25日にサンシャインシティにて開催されていたイベント「ウルトラマンフェスティバル2019」のステージで登壇した坂本浩一が監督を務めることと合わせて発表され、敵キャラクターのウルトラマンエックスダークネスとウルトラマンジードダークネスも登壇した。
上記のウルトラ戦士たちのほか、マレーシアの3DCGテレビアニメ『ウピンとイピン』に初登場したウルトラマンリブットやパチンコおよびライブステージに登場したウルトラダークキラーなど他メディアに出自を持つキャラクターが、本作品にて実写作品に初登場する。

### 制作 (NGH)

#### 企画・構成 (NGH)
企画段階では『ギンガ』から『R/B』までの主役ウルトラマンをフィーチャーすること、ウルトラダークキラーおよびエックス・ジードのダークネスを登場させること、物語を『タイガ』に繋げることが決定していた。そのうえで、監督の坂本浩一が以前担当した『ウルトラファイトビクトリー』や『ウルトラファイトオーブ』のようなミニ番組ではない配信作品とし、中国を始め世界へ向けてニュージェネレーションヒーローズを一気に発信していくことが企画意図となった。通常のウルトラシリーズとは異なり変身前の人間態が登場せず、ウルトラマンを語り手とした仮面劇になっているのは海外展開を意識した結果であり、これによって各地の言語の吹き替えによってどの国でも展開しやすいようになっている。
物語における各ウルトラマンたちの関係性は映像作品を正式な歴史として踏まえたうえで描写されている。『タイガ』の前日譚ともなっているため、タイガの父親であるタロウとも深い関わりがあり、ニュージェネレーションヒーローズ最初のヒーローであるギンガが中心に据えられている。また、ウルトラマンゼロが10周年であることから、その記念として彼に世話になったり、その影響を受けて成長していったウルトラマンたちが恩返しする形でゼロの力でゼロを助ける物語となった。特に『R/B』に関しては本作品以前までゼロとの直接的な対面が無かったことから、本作品で『R/B』のウルトラマンたちとゼロとを関連付けることも目的になっている。また、ウルトラウーマングリージョに関しては、単なるマスコットとしてではなく作品を通して成長していくようにストーリーにまとめている。さらにウルトラマンリブットは円谷プロ側から海外展開を見越してのサプライズとして提案されたものであった。
敵サイドではウルトラマン側の人数が多いことからダークルギエル、エタルガー、オーブダークネス、ゼロダークネスなどを追加した。さらにウルトラマントレギアについては、本格的な登場となる『タイガ』での内容が定まっていなかったため、あえて本作品では深く掘り下げず、映像作品に未登場だったダークキラーがメインのヴィランとなった。坂本は、別々に戦っていた歴代ヒーローが一堂に会していく流れは『仮面ライダーストロンガー』のデルザー軍団編を意識していると述べている。

#### 撮影 (NGH)
本作品は、坂本浩一がウルトラシリーズで最初に手掛けた『大怪獣バトル ウルトラ銀河伝説 THE MOVIE』と同様に全編グリーンバックで撮影された。これは同時進行で『ウルトラマンタイガ』のテレビシリーズを撮影しており、スタジオの確保がスケジュール的に難しい状況があるということから、グリーンバックのみで成立する構成となった。そのため、自然の風景や地球上の街並みではなく、地球ではない場所を舞台とした方がアドバンテージが取れるため、宇宙が舞台となった。
ウルトラシリーズはインドネシア、マレーシア、ベトナムを中心としたアジア地域でも人気が高く、日本だけではなく海外にも視聴者が広がるようにYouTube限定の作品となった。ファイトシリーズは3分という制約があったが、本作品ではその制約がなく、4〜5分の中でアクションの見せ場を作るものとなったが、入れ替わりでキャラを活躍させたり、今までなかったヒーローたちの組み合わせの構成にすることで、飽きを無くしている。ヒーローショーのように単純明快ながらもウルトラシリーズらしい熱さやメッセージを意識したアプローチとなっている。

### 反響 (NGH)
続編である『TAC』の制作が発表されるまでの10か月間でYouTubeにおける累計再生回数は累計4000万回を突破し、中国国内では1億回以上の再生を記録した。坂本は媒体が配信である点やアクション特化の仮面劇であることが、誰でもどの国から視聴できることにつながり、製作側の望んでいたスタイルの受容につながったのではないかと振り返っている。

### あらすじ (NGH)
ウルトラマンロッソとウルトラマンブルが綾香市を旅立った後の世界。宇宙ではかつてウルトラ6兄弟に倒されたウルトラダークキラーが復活し、全ウルトラ戦士の抹殺を企てて活動を開始していた。ダークキラーはウルトラマンエックスとウルトラマンジードから彼らのダークネスを生み出して圧倒し、さらに綾香市のウルトラウーマングリージョをウルトラマンゼロもろともダークキラーゾーンに幽閉してしまう。
ウルトラマンタロウによって光の国へ召喚されたロッソとブルは衝動的にグリージョの捜索に飛び立つが、彼らの前に復活したエタルガーが立ちふさがり、時を同じくしてウルトラマンオーブの前には暗黒軍団が、手負いのエックスとジードの前にはダークルギエルが現れる。しかし、ロッソとブルはタロウの要請を受けたウルトラマンリブットに、オーブはウルトラマンビクトリーに、エックスとジードはウルトラマンギンガによって救助される。
光の国に集結したギンガたち「ニュージェネレーションヒーローズ」はゼロとグリージョを救い出すため、ダークキラーたちの根城である惑星テンネブリスのダーク宮殿へ突入する。そしてリブットもまた、ダークキラーの裏で暗躍する青い巨人の捜索にあたる。
ダークキラーの配下に苦戦するギンガたちだったが、ゼロへの恩義を胸に彼と縁のある形態に変身してダークネスたちを倒し、ダークキラーもウルトラマンルーブによってゼロダークネスもろとも撃破される。一方、リブットによる急襲を受けた青い巨人ことウルトラマントレギアは、ゼロダークネスとダークキラーを復活させて逃亡。ゼロとギンガたちは最強形態へ変身し、激戦の末、何度も甦るダークキラーを合体技ニュージェネレーションダイナマイトで完全に倒す。
その直後、一連の黒幕であるトレギアが現れ、次は光の国を消すことを明かして立ち去る。新たなる危機に際し、ギンガたちはグリージョの帰還をゼロに任せ、トレギアを追って飛び立つのだった。

### 登場キャラクター (NGH)
注記のないものについてはすべて公式サイト（#外部リンクを参照）での表記による。

#### ウルトラマン (NGH)
ウルトラマンリブット

ウルトラマンゼロ ビヨンド（ギャラクシーグリッター）

#### 暗黒軍団（ダークネス）
- 事前にウルトラダークキラー、ウルトラマンエックスダークネス、ウルトラマンジードダークネスの3体を出すことは決まっており、ニュージェネレーションヒーローズが7体出ることから、あと4体増やすこととなり、ニュージェネレーションヒーローズのリーダーであるギンガつながりから、ギンガと因縁のあるダークルギエルとエタルガーが選ばれ、残りの2体は既存のダーク戦士の中からゼロダークネスとウルトラマンオーブダークネスが選ばれた[14]。

ウルトラダークキラー
2012年6月に京楽より発売された『CRぱちんこウルトラマンタロウ 戦え!!ウルトラ6兄弟』が初出の敵キャラクター。その後も同社のパチンコシリーズや、「ウルトラマンフェスティバル2017」のライブステージへの着ぐるみでの登場を経て、本作品で初めて実写作品へ登場することとなった。

ウルトラマンエックスダークネス
ウルトラダークキラーがエックスの光のエネルギーとキラープラズマを融合させ生み出したダークネスの一体。エックスと同じ能力を持ち、ゴモラアーマーのコピーであるダークネスゴモラアーマーを装着可能。必殺技はザナディウムダークネス光線、アタッカーダークネスエックス、ダークネスゴモラ振動波。

ウルトラマンジードダークネス
ウルトラダークキラーがジードの光のエネルギーとキラープラズマを融合させ生み出したダークネスの一体。プリミティブと同じ能力を持つ。必殺技はレッキングダークネスバースト、レッキングダークネスリッパー、レッキングダークネスロアー。

ウルトラマンオーブダークネス
ウルトラダークキラーがオーブの光のエネルギーとキラープラズマを融合させ生み出したダークネスの一体だが、エネルギーの吸収中にビクトリーに中断させられたため、不完全な形で創造された。オーブカリバーのコピーであるダークネスカリバーが武器で、必殺技はダークネススプリームカリバー、ダークネスフレイムカリバー。

### キャスト (NGH)

#### 声の出演 (NGH)
日本語オリジナル / 英語吹替の順
- ウルトラマンギンガ - 根岸拓哉 / Peter von Gomm
- ウルトラマンビクトリー - 宇治清高 / Michael Jose Rivas-Micoud
- ウルトラマンエックス - 高橋健介 / Mark Stein
- ウルトラマンオーブ - 石黒英雄 / Chris Wells
- ウルトラマンジード - 濱田龍臣 / Dario Toda
- ウルトラマンロッソ - 平田雄也 / Jeff Manning
- ウルトラマンブル - 小池亮介 / Ryan Drees
- ウルトラウーマングリージョ - 其原有沙 / Rumiko Varnes
- ウルトラマンタロウ - 石丸博也 / Bill Sullivan
- ウルトラマンゼロ - 宮野真守 / Jack Merluzzi
- ウルトラマンリブット - 駒田航 / Iain Gibb
- ダークルギエル - 杉田智和 / Guy Perryman
- エタルガー - 鈴木達央 / Lyle Carr
- ウルトラダークキラー - 外島孝一 / Eric Kelso
- ウルトラマントレギア[注釈 2] - 内田雄馬 / Michael Rhys

#### アクション (NGH)
- 岩田栄慶
- 岡部暁
- 桑原義樹
- 石川真之介
- 力丸佳大
- 大村将弘
- 稲庭渉
- 永地悠斗
- 大久保洸成
- 安達仁美
- 丸田聡美
- 原隆太
- 松岡航平
- 鈴木大樹
- 本田光騎

### スタッフ (NGH)
- 監修 - 塚越隆行
- 企画 - 黒澤桂、南谷佳
- プロデューサー - 小西潤、金光大輔
- 制作プロデューサー - 石野仁子
- 編集 - 村上裕介
- 撮影監督 - 野澤啓
- 照明 - 河原真一
- 美術 - 有働英雄
- 視覚効果 - 三輪智章
- アクションコーディネート - 岡野弘之
- ワイヤーアクション指導 - 岩上弘数
- キャラクターデザイン - 後藤正行、竹内純
- 助監督 - 作野良輔、福田和弘、竹内祐一
- アシスタントプロデューサー - 丹澤香菜子
- 制作協力 - VISTA
- 協力 - アクション キャスタッフ、キャトル、極楽映像社、デジタルSKIPステーション、日本映像クリエイティブ、B.O.S Action Unity、マーブリング・ファインアーツ、マックレイ
- 特別協力 - バンダイ、BANDAI SPIRITS
- 脚本 - 足木淳一郎
- 監督 - 坂本浩一
- 製作・著作 - 円谷プロダクション

英語版スタッフ
- 音響演出 - ミゲール・リーヴァスミクー
- 音響制作担当 - 竹村崇史、鈴木里美
- 翻訳コーディネーション - 広川めぐみ
- 音響制作 - ポニーキャニオンエンタープライズ
- 翻訳 - MHRプランニング

### 音楽 (NGH)
主題歌「Ultra Spiral」
作詞 - TAKERU、瀬下千晶 / 作曲・編曲 - 小西貴雄 / 歌 - ボイジャー
挿入歌
「ウルトラマンギンガの歌 2015」
作詞 - 田靡秀樹、岡崎聖 / 作曲・編曲 - 小西貴雄 / 歌 - ボイジャー with ヒカル&ショウ feat.Takamiy
「すすめ!ウルトラマンゼロ」
作詞 - 田靡秀樹 & 山口智大 / 作曲・編曲 - 小西貴雄 / 歌 - ボイジャー
「Hands」
作詞 - 園田健太郎 / 作曲・編曲 - 園田健太郎、伊藤翼 / 歌 - オーイシマサヨシ
「オーブの祈り」
作詞・作曲 - 高見沢俊彦 / 編曲 - 高見沢俊彦 with 本田優一郎 / 歌 - 水木一郎 with ボイジャー
「ウルトラマンX」
作詞 - おちまさと / 作曲・編曲 - 小西貴雄 / 歌 - ボイジャー feat.大空大地
「GEEDの証」
作詞 - 六ツ見純代 / 作曲・編曲 - 川井憲次 / 歌 - 朝倉リク with ボイジャー
「ウルトラマンビクトリーの歌」
作詞 - 岡崎聖 / 作曲・編曲 - 小西貴雄 / 歌 - ボイジャー
「Ready To Beat」
作詞 - 金光大輔 / 作曲・編曲 - ハマサキユウジ / 歌 - MIKOTO、海弓シュリ
「Over The Horizon」
作詞 - 金光大輔 / 作曲・編曲 - ハマサキユウジ / 歌 - ボイジャー
「キラメク未来 〜夢の銀河へ〜」
作詞 - 田靡秀樹 / 作曲・編曲 - 小西貴雄 / 歌 - ボイジャー
音楽協力
真鍋ひでたか / 中沢昭宏 / 立山秋航

### 配信日程 (NGH)
| 配信回    | 配信日         | 登場ヒーロー | 登場怪獣・宇宙人 |
| --------- | -------------- | --- | --- |
| Episode1  | 2019年09月29日 | ウルトラマンゼロ ウルトラマンエックス ウルトラマンジード ウルトラマンロッソ ウルトラマンブル ウルトラウーマングリージョ ゾフィー ウルトラマン ウルトラセブン ウルトラマンジャック ウルトラマンエース ウルトラマンタロウ | ウルトラダークキラー ウルトラマンエックスダークネス ウルトラマンジードダークネス |
| Episode2  | 10月06日       | ウルトラマンゼロ ウルトラマンオーブ ウルトラマンロッソ ウルトラマンブル ウルトラウーマングリージョ ゾフィー ウルトラマン ウルトラセブン ウルトラマンジャック ウルトラマンエース ウルトラマンタロウ | ウルトラマンエックスダークネス ウルトラマンジードダークネス |
| Episode3  | 10月13日       | ウルトラマンビクトリー ウルトラマンオーブ ウルトラマンロッソ ウルトラマンブル ウルトラマンリブット | ラゴン ペギラ ウルトラマンエックスダークネス ウルトラマンジードダークネス |
| Episode4  | 10月20日       | ウルトラマンギンガ ウルトラマンビクトリー ウルトラマンエックス ウルトラマンオーブ ウルトラマンジード ウルトラマンロッソ ウルトラマンブル ウルトラマンリブット | ダークルギエル エタルガー ウルトラマンエックスダークネス ウルトラマンジードダークネス                                                                                                   |
| Episode5  | 10月26日       | ウルトラマンゼロ ウルトラマンギンガ ウルトラマンビクトリー ウルトラマンエックス ウルトラマンオーブ ウルトラマンジード ウルトラマンロッソ ウルトラマンブル ウルトラウーマングリージョ ウルトラマンリブット ウルトラマンタロウ | ダークルギエル ウルトラダークキラー ウルトラマンエックスダークネス ウルトラマンジードダークネス                                                                                         |
| Episode6  | 11月03日       | ウルトラマンゼロ ウルトラマンギンガ ウルトラマンビクトリー ウルトラマンエックス ウルトラマンオーブ ウルトラマンジード ウルトラマンロッソ ウルトラマンブル ウルトラウーマングリージョ ゾフィー ウルトラマン ウルトラセブン ウルトラマンジャック ウルトラマンエース ウルトラマンタロウ                                                   | ダークルギエル エタルガー ウルトラダークキラー ウルトラマンエックスダークネス ウルトラマンジードダークネス ウルトラマンオーブダークネス 青い巨人                                        |
| Episode7  | 11月10日       | ウルトラマンゼロ ウルトラマンギンガ ウルトラマンビクトリー ウルトラマンエックス ウルトラマンオーブ ウルトラマンジード ウルトラマンロッソ ウルトラマンブル ウルトラウーマングリージョ | ダークルギエル エタルガー ウルトラダークキラー ウルトラマンエックスダークネス ウルトラマンジードダークネス ウルトラマンオーブダークネス                                                 |
| Episode8  | 11月17日       | ウルトラマンゼロ ウルトラマンギンガ ウルトラマンビクトリー ウルトラマンエックス ウルトラマンオーブ ウルトラマンジード ウルトラマンロッソ ウルトラマンブル ウルトラウーマングリージョ | ダークルギエル エタルガー ウルトラダークキラー ウルトラマンエックスダークネス ウルトラマンジードダークネス ウルトラマンオーブダークネス ウルトラマンゼロダークネス                      |
| Episode9  | 11月24日       | ウルトラマンゼロ ウルトラマンギンガ ウルトラマンビクトリー ウルトラマンギンガビクトリー ウルトラマンエックス ウルトラマンオーブ ウルトラマンジード ウルトラマンロッソ ウルトラマンブル ウルトラウーマングリージョ ウルトラマンリブット ゾフィー ウルトラマン ウルトラセブン ウルトラマンジャック ウルトラマンエース ウルトラマンタロウ | ダークルギエル エタルガー ウルトラダークキラー ウルトラマンエックスダークネス ウルトラマンジードダークネス ウルトラマンオーブダークネス ウルトラマンゼロダークネス ウルトラマントレギア |
| Episode10 | 12月01日       | ウルトラマンゼロ ウルトラマンギンガ ウルトラマンビクトリー ウルトラマンギンガビクトリー ウルトラマンエックス ウルトラマンオーブ ウルトラマンジード ウルトラマンロッソ ウルトラマンブル ウルトラマンルーブ ウルトラウーマングリージョ                                                                                                   | ダークルギエル エタルガー ウルトラダークキラー ウルトラマンエックスダークネス ウルトラマンジードダークネス ウルトラマンオーブダークネス ウルトラマンゼロダークネス                      |
| Episode11 | 12月08日       | ウルトラマンゼロ ウルトラマンギンガ ウルトラマンビクトリー ウルトラマンエックス ウルトラマンオーブ ウルトラマンジード ウルトラマンロッソ ウルトラマンブル ウルトラマングルーブ ウルトラウーマングリージョ ウルトラマンリブット ウルトラマンタロウ                                                                                      | ウルトラダークキラー ウルトラマンゼロダークネス ウルトラマントレギア 初代 レッドキング [ 1 ] 二代目レッドキング [ 1 ]                                                                   |
| Episode12 | 12月15日       | ウルトラマンゼロ ウルトラマンギンガ ウルトラマンビクトリー ウルトラマンエックス ウルトラマンオーブ ウルトラマンジード ウルトラマングルーブ ウルトラマンリブット ウルトラマンタロウ | ウルトラダークキラー ウルトラマンゼロダークネス ウルトラマンエックスダークネス ウルトラマンジードダークネス ウルトラマンオーブダークネス 初代レッドキング 二代目レッドキング            |
| Episode13 | 12月22日       | ウルトラマンゼロ ウルトラマンギンガ ウルトラマンビクトリー ウルトラマンエックス ウルトラマンオーブ ウルトラマンジード ウルトラマンロッソ ウルトラマンブル ウルトラウーマングリージョ ウルトラマングルーブ ウルトラマンタロウ | ウルトラダークキラー ウルトラマントレギア |

- 2020年2月5日に全話ver.を配信。

### Blu-ray (NGH)
2020年2月27日発売。品番：BCXS-1522。配信版全13話に未公開シーンを追加して一本化したディレクターズカット版。

## 『ウルトラギャラクシーファイト 大いなる陰謀』
『ウルトラギャラクシーファイト 大いなる陰謀』（英題：ULTRA GALAXY FIGHT THE ABUSOLUTE CONSPIRACY）は、2020年11月22日から2021年1月31日まで毎週日曜 10時 (JST) に配信されたシリーズ第2作。ウルトラマン公式チャンネル登録100万人突破記念作品。監督の坂本をはじめ、主要スタッフは前作から続投している。話数は前作と比べて全10話と少ないながらも合計時間は約90分に延長されており、日本語版と英語吹き替え版に加えて中国語吹き替え版も制作される。
物語はウルトラマンリブットの過去が明かされる「Chapter.1」、闇に堕ちる前のウルトラマンベリアルとウルトラマントレギアを取り扱った「Chapter.2」、ウルトラマンゼロが様々なウルトラ戦士たちと結成した新チーム「ウルトラリーグ」とアブソリュートタルタロスとの戦いを中心とする「Chapter.3」の全3章で構成されており、全体の流れとしては共通の存在が異なる時代で引き起こす事件にウルトラ戦士たちが立ち向かう内容となっている。また、第3章は『劇場版 ウルトラマンタイガ ニュージェネクライマックス』の後日譚かつ『ウルトラマンZ』第1話のプリクエルという構成となっている。

### 制作 (TAC)

#### 企画・作風 (TAC)
本作品は、『NGH』配信後の2020年2月に本作品の制作が決定した。前作がアクションに重点を置いたお祭り企画であったことを受け、坂本は本作品をよりスケールの大きいものにするべく「ストーリーを重厚にしつつ個々のウルトラ戦士のことを深く掘り下げ、彼らの魅力をもっと知ってほしい」というテーマを設定し、そのうえで脚本の足木淳一郎とともに3つの時代を描く3部作として物語を組み立てたと語っている。同時に坂本は、シリーズとしても作中時間としても長い歴史があるウルトラシリーズのなかで、断片的にしか触れられていない情報や映像化されてない知られざる物語があると考え、3部構成の中でそれらにも触れることを狙いとしている。
キャラクターについては、前作以上に幅広い世代のウルトラ戦士やヴィランが登場し、比較的露出の機会が少なかったウルトラマンが大挙出演している。また、足木の強い意向や、足木が担当した『ウルトラマンフェスティバル』などのステージ作品に登場済みのキャラクターをもっと知って欲しいという坂本の思いから、ジョーニアス、アンドロメロス、ソラ、宇宙恐魔人ゼットといった映像作品以外からのキャラクターも登場する。
まず、テレビシリーズとは違うラインに位置する本シリーズの顔になってほしいという願いからリブットが前作以上に深く描写されており、いかに彼を格好よく描くかが作品のテーマの1つともなっている。そのリブットを中心とした第1章ではメモリアルイヤーを迎えたウルトラ戦士たちの魅力再発見を目的として、40周年のウルトラマン80、30周年のグレート、25周年のネオス、15周年のマックスなどがそれぞれ本筋に絡む役割を与えられている。
第2章で中心となるベリアルは、『ジード』ですでに物語が完結していることを考慮し、悪に落ちる前のアーリースタイルを取り扱うことによって新たな魅力を与えることが志向されている。ここでトレギアも過去を掘り下げ、かつ豪快な肉体派のベリアルと組ませるとどうなるのかという発想が生まれ、物語の設定や構想に組み込まれた。坂本が元々やりたかった悪のウルトラマンの代表格であるベリアルとトレギアのバディものということとなったが、全て時間軸が異なっていたため、敵が時間を移動して暗躍する話となった。第2章で描かれる「ウルトラ大戦争」は大きく描写することを理想としていたが難しかったため、ケンとベリアルの間柄を描く上で外せないとされるエンペラ星人との戦闘に焦点を絞っている。
第3章のメインとなるウルトラリーグは、ウルトラ6兄弟やニュージェネレーションヒーローズといった枠組みに属していなくても臨機応変にチームアップが可能で、色々なウルトラマンが活躍できるような枠組みとして構想された。坂本はテレビ作品や映画ではどうしても現行のヒーローが中心になるため、自由度の高い配信だからこそ露出の少ないウルトラ戦士たちが活躍できる場を創造したいとする気持ちから考え出したと述べている。坂本は『アベンジャーズ』のMCUを参考にしており、各ウルトラマンを章立てにして掘り下げて、認知度を上げつつ、次に繋げるものとなった。

#### 撮影 (TAC)
撮影は坂本が書き出した絵コンテを元に、前作と同様に全編グリーンバックで行われた。
殺陣については坂本とアクションコーディネートの岡野弘之が相談しながら演出を担当している。例として、海外製作作品で独自のスタイルを有するグレートおよびパワードは原典の雰囲気や動きをキープしつつ現代風にアレンジしたアクションを、ウルトラ6兄弟は戦いつつ光線を撃つという新しいスタイルのアクションを、アンドロメロスは当時の大野剣友会のイメージを意識したアクションなどを制作している。
ベリアルがプラズマスパークを奪おうとする場面は、権利上の関係から新撮となっている。

### あらすじ (TAC)
Chapter.1:動き出す陰謀 -The Beginning-
ウルトラマンリブットが光の国の文明監視員だった時代。先輩のウルトラマンマックスとともに急速な衰えを見せる惑星ミカリトを訪れたリブットは、封印されたはずのマガオロチの卵を発見する。両名は卵を守ろうと現れたヘルベロスに応戦するが、スラン星人によってマックスがゴーデス細胞を植え付けられたうえに卵のエネルギー源として捕らえられてしまい、リブットはやむを得ず光の国へ退却する。時を同じくして、惑星カノンを訪れていたユリアンとソラは、宇宙の害を排除するはずのルーゴサイトに襲撃され、待機していたウルトラマン80の応戦によって事なきを得る。
宇宙の脅威が同時多発的に出現した事態を重く見た宇宙警備隊は、ルーゴサイト討伐、マックス救出、マガオロチ撃滅を同時展開することを決定する。ゴーデス細胞を切り離す抗体が開発される間、リブットはK76星にてウルトラマングレートとウルトラマンパワードの両名から特訓を受けることで潜在能力を覚醒させ、独自の技を習得する。
一方、80は招集したウルトラマンネオスとウルトラセブン21、さらに謎のエネルギー異常を追っていたウルトラマンコスモスとウルトラマンジャスティスと協力し、惑星フィードでルーゴサイトの撃破に成功する。その直後、80たちは一連の事件の黒幕であるアブソリュートタルタロスに襲撃されるが、コスモスとジャスティスがウルトラマンレジェンドに合体したことにより、危機を脱する。リブット、グレート、パワードは完成した抗体でマックスを救出し、ウルトラマンゼノンも加わったリブットたちは、スラン星人たちや孵化したゴーデスマガオロチを撃破する。
事件の終息後、活躍を認められたリブットとソラは、新設されたギャラクシーレスキューフォースへの派遣が決定する。一方、コスモスたちの情報からタルタロスが様々な宇宙に出没していることが判明し、宇宙警備隊では危機感が一層強まることとなる。
Chapter.2:交錯する物語 -The Divergence-
Chapter.1から数万年前の、ウルトラ大戦争の時代。ウルトラマンベリアルとウルトラマンケンは、光の国を襲撃したエンペラ星人の圧倒的な闇の力に追い込まれるが、ウルトラウーマンマリーからウルティメイトブレードを託されたケンの活躍により、エンペラ星人は撃退される。戦後、公私ともに充実していくケンを認められず力への欲求が暴走したベリアルは、プラズマスパークのコアを入手しようとするも失敗し、光の国を脱出した直後、数万年後からやってきたタルタロスに自分の顛末を知らされ、運命を変えるべく彼の誘いに乗ることとなる。
時が流れ、ウルトラマンタロウが地球での任務を終えて光の国に帰還した時代。ウルトラマントレギアは上司のヒカリや親友のタロウの協力を得ながらアストラル粒子転化システム（後のタイガスパーク）の開発に精を出していた。しかし、トレギアはヒカリがハンターナイトツルギとして復讐に走る様子を目の当たりにし、光の力への疑念やタロウへの劣等感を強める。そんな時、惑星デスターの調査に訪れたトレギアは、ベリアルと同じくタルタロスに未来の自分を見せられ、タロウの前から姿を消す。
こうして元の世界から分岐した可能性世界の並行同位体となった両名は、Chapter.1後の時間軸へ到来すると、同じ並行同位体のモルド・ジュダ兄弟を倒して満身創痍のウルトラ6兄弟や助太刀に入ったゼロをアブソリューティアンの力で圧倒し、タルタロスと共にザ・キングダムなる場所に向かう。事態が光の国だけでは対処しきれない規模に拡大したことを受け、宇宙警備隊はゼロを中心とする精鋭部隊「ウルトラリーグ」の編成を急ぐこととなる。
Chapter.3:明かされし野望 -Appearance-
ゼロはウルトラリーグのメンバーとして、綾香市の守りについていたウルトラウーマングリージョや、U40にてタルタロスと渡り合ったウルトラマンジョーニアスを招集する。一方、惑星マイジーで修行に励んでいたウルトラマンタイガ、ウルトラマンタイタス、ウルトラマンフーマは、バット星人によって生み出された宇宙恐魔人ゼットと人工ゼットン軍団の襲撃に遭う。苦戦を強いられるタイガたち3人だったが、ゼロの要請で駆けつけたリブットとアンドロメロスの助太刀によってゼットン軍団を退け、恐魔人ゼットを一旦退却させる。タロウからの帰還命令を受け、光の国で事の次第を知ったタイガたちは、タルタロスとの決戦に備えてそれぞれの出身惑星でさらなる修練に励む。
そして事態は、銀河連邦平和会議に向かっていたユリアンを恐魔人ゼットが強襲したことで大きく動き出す。ユリアンと護衛の80を救助するために、タイガは兄弟子のウルトラマンメビウスや宇宙警備隊に入って間もないウルトラマンゼットと共に惑星エビルへと急行する。大量の人工ゼットン軍団に次第に追い詰められるタイガたちだったが、そこにウルトラリーグの面々が到着。一気に人工ゼットン軍団を壊滅させ、恐魔人ゼットもさらなる力を身に着けたウルトラマンタイガ トライストリウムレインボーの前に敗れ去る。一方、ゼロは決着をつけるべくウルティメイトシャイニングウルトラマンゼロへと変身してタルタロスと一騎打ちを展開するが、タルタロスの強さと負担のかかる変身が祟り敗北。タルタロスは首尾よくユリアンを人質にとり、ウルトラの星をアブソリューティアン第2の母星とする陰謀を明かした後、ベリアルやトレギアとともに姿を消す。
この結果を受けて、ゼロたちは一刻も早くタルタロスたちを止めなければならなくなるが、直後にウルトラの星からウルトラゼットライザーおよびウルトラメダルが凶暴宇宙鮫ゲネガーグに盗まれる事件が発生する。複数の危機に対処するため、ゲネガーグとその遠因であるデビルスプリンターにはゼットとゼロが、ウルトラリーグの新メンバー集めにはギャラクシーレスキューフォースとトライスクワッドが当たることとなる。そして物語は、ナラクに幽閉されたユリアンが同じく拘束されたウルトラ戦士を目撃する場面で幕を閉じる。

### 登場キャラクター (TAC)

#### ヒーロー
ソラ

戦神
本作品に登場する戦神はイザナ女王が変身しており、『ウルトラマンオーブ THE ORIGIN SAGA』との関係性は明言されていない。光の国と国交があり、表敬訪問に訪れたユリアンを出迎えていた。「ギャラクシーレスキューフォース」の一員でもある。

本作品で初登場の形態
ウルトラマントレギア（アーリースタイル）

ウルティメイトシャイニングウルトラマンゼロ

ウルトラマンタイガ トライストリウムレインボー

#### 怪獣・宇宙人 (TAC)
アブソリュートタルタロス
ウルトラマンと同等の力を持つ宇宙人種族の究極生命体アブソリューティアンを名乗る謎の戦士。ウルトラ戦士とは対照的な金色の身体が特徴で、「ナラク」と呼ばれる黄金の時空の扉を拳のクリスタルから自在に開いて介することで様々な時間や次元、異なる宇宙をも越えることが出来る。自ら戦闘を行う際は、アブソリュート・デストラクションというエネルギーを集めた両手から放射する金色の破壊光線や拘束光線アブソリュート・レストリクション、腕から放つ金色の電撃アブソリュート・エクスキューション、優れた格闘能力などで強力なウルトラ戦士たちとも互角以上に渡り合い、その戦闘能力はウルティメイトシャイニングゼロにも匹敵する。
アブソリューティアンの中でも最も智謀に長けた策略家で、ベリアルのようにウルトラ戦士と戦う運命にある者たちを敗れ去る前に勧誘しては並行同位体として言葉巧みに自身の陣営に懐柔して加え、ウルトラ戦士たちに差し向ける。マガオロチやルーゴサイトを利用して同時多発的に宇宙規模の災害を引き起こして過去へと遡り、ベリアルやトレギアなどをスカウトして自身の軍勢に加える。惑星エビルでの戦いでは、アブソリューティアンの新たな母星となる惑星を探すなかでウルトラの星に注目し、その障害となるウルトラ族を排除した後で自分たちの第二の故郷「ザ・キングダム」を築くという目的を明らかにする。
- キャラクター造形は作品の面白さや発展を考慮したうえで行われており、メインカラーを銀色と赤のウルトラマンに対して金と黒をあしらうことにより、ヒーロー側にも通じる格好良さが持たされている。また、アブソリューティアンに関しても今後のシリーズ展開でウルトラ一族の宿敵として描くことを見越した設定となっており、最終エピソードの配信と同時に複数のアブソリューティアンのイラストが発表された。
- デザインは円谷プロLSSの脇孝彦が担当。デザイン画では細身となっていたが、スーツアクターの体形に合わせてボリュームのある造形となった。ウルトラマンの特徴であったアルカイックスマイルに対して、への字に口を曲げた、しかめっ面にして憂いや怒りを感じさせる表情にしている。ティガなどをデザインした丸山浩とニュージェネのウルトラマンのデザイナーである後藤正行のデザインが持つ美しさや格好良さを掛け合わせたようなスタイルを目指しており、全体の情報量や顔のバランスは丸山からインスパイアされたもので、ぱっと見、豪華な印象に見えるのは後藤を意識したものとなっている。アブソリューティアンはエジプトの神々をモチーフとしていることから、ホルスをイメージしており、肩から胸アーマーにかけては鳥の顔や嘴、翼を意識したラインとなっている。ナラクを作り出す能力があることから、胸のマークから出すイメージでデザインされたが、監督の坂本からアブソリューティアンのマークにしてほしいというリクエストがあったため、種族のマークということとなった。アブソリューティアンの直線模様を組み合わせたデザインは、抽象画家モンドリアンの作品からインスパイアされたもの。背面のデザインは造形段階で作られたものであるという。
- 金色の塗料は経年により黒ずみやすくなっており、ラテックスを侵蝕してしまうため避けられてきたが、近年腐食しづらい塗料が出てきたため、金色の全身となった。スーツのアームカバーは筒状で、後ろが開くレガースはベルクロによって固定されており、首周りは頭まで覆うものとなっている。スカート状のパーツは『ULTRAMAN:BE ULTRA』のULTRAMAN SUIT AGULのロングコートが好評であったため、取り入れられた。デザイン画では腰マントは1枚に繋がっているが、真ん中から分かれているほうがポージングを取りやすいことから、造形の段階で二股に分かれたデザインに変更された。マスクは前後に上ヒンジで展開し、口と冠部分のスリットに紗幕が張られているため、通気と視界が得られている。一度紋章の部分が破損したことから、色の範囲や溝の深さを補修の際に修正したため、より目立つものとなった。肩当ての部分は後方で固定することで動いた際にも暴れないようになっており、前方がフリーのため、ポジションをある程度調整することが可能。
- タルタロスの声を演じる諏訪部順一は、自分で考えて意識したわけではなく、演出側のイメージを形にして演じたという。本作品ではその企みの全ては明かされていないが、諏訪部はすべての情報が知らされていたため、心にその本懐の部分を置いて表現しているという。

『ウルトラマントリガー NEW GENERATION TIGA』に登場するアブソリュートタルタロス
エタニティコアを狙ってウルトラマントリガーの次元に来訪。手負いの闇の巨人たちに対して静観を強要する。アブソリュートディアボロが倒された後はエタニティコアが今後の脅威になることを確認したうえで一旦手を引き、本格的な光の国との戦いに腰を入れる。
- スーツアクター：岩上弘数

本作品で初登場、映像初登場
邪悪大魔王獣 ゴーデスマガオロチ

シーサー

宇宙恐魔人 ゼット

宇宙恐竜 ゼットン・ファルクス

### キャスト (TAC)

#### 声の出演 (TAC)
日本語オリジナル / 英語吹替の順に記載。
- ウルトラマンゼロ - 宮野真守[27] / エリック・ケルソー[47]
- ウルトラマンリブット - 駒田航[27] / ジョシュ・ケラー[47]
- ウルトラマンベリアル - 小野友樹[27] / ジャック・マルジ[47]
- ウルトラマントレギア - 内田雄馬[48] / マイケル・リース[47]
- ウルトラマンタイガ - 寺島拓篤[27] / マシュー・まさる・バロン[47]
- ウルトラマンタイタス - 日野聡[27] / ジェフ・マニング[47]
- ウルトラマンフーマ - 葉山翔太[27] / クリス・ウェルズ[47]
- ウルトラマンゼット - 畠中祐[27] / ピーター・ヴァン・ガーム[47]
- ウルトラウーマングリージョ - 其原有沙[27] / ルミコ・バーンズ[47]
- ユリアン - 戸松遥[25] / ハンナ・グレース[47]
- ウルトラマンメビウス - 福山潤[27] / マックスウェル・パワーズ[47]
- ウルトラマンヒカリ - 難波圭一[27] / クリス・ウェルズ[47]
- ウルトラマンケン（ウルトラの父） - 飯島肇[25] / アレクサンダー・ハンター[47]
- ウルトラウーマンマリー（ウルトラの母） - 三森すずこ[25] / ハンナ・グレース[47]
- ゾフィー - 武内駿輔[25] / ライアン・ドリース[47]
- ウルトラマンタロウ - 石丸博也[48]、森久保祥太郎（若き日のタロウ[48]） / ビル・サリバン[47]
- ウルトラマンコスモス - 杉浦太陽[25] / ピーター・ヴァン・ガーム[47]
- ウルトラマンジャスティス - 潘めぐみ[25][49] / ルミコ・バーンズ[47]
- ソラ - 潘めぐみ[49]
- ウルトラマンマックス - 中井和哉[27] / マックスウェル・パワーズ[47]
- ウルトラマンゼノン - 岩崎諒太[47] / イアン・ギブ[47]
- ウルトラマングレート - 関智一[25][50] / エリック・ケルソー[47]
- エンペラ星人 - 関智一[50]
- ウルトラマンパワード - 森川智之[25] / ケイン・コスギ（SPECIAL THANKS）[47][51]
- ウルトラマンネオス - 八塚竜也[48] / ジェフ・マニング[47]
- ウルトラセブン21 - 松本健太[48] / ジョシュ・ケラー[47]
- ウルトラマンジョーニアス - 金光宣明[48] / ライアン・ドリース[47]
- アンドロメロス - 山口智広[48] / ジェフ・マニング[47]
- イザナ女王 - 真堂圭
- スラン星人 - 村上ヨウ
- レイバトス、モルド・スペクター - 金子はりい
- ジュダ・スペクター - 金光宣明
- ナックル星人 - 岸哲生
- 宇宙恐魔人ゼット - 杉田智和[25]
- バット星人 - 田久保宗稔
- ウルトラマン80 - 長谷川初範[25] / イアン・ギブ[47]
- アブソリュートタルタロス - 諏訪部順一[25] / ウォルター・ロバーツ[47]

#### アクション (TAC)
- 石川真之介
- 力丸佳大
- 大村将弘
- 稲庭渉
- 大久保洸成
- 矢倉翔太
- 安達仁美
- 片岡大知
- 宮永悠都
- 坂口俊昭
- 岩上弘数
- 原隆太
- 古屋貴士
- 中山甲斐
- 鈴木大樹
- 佐伯啓
- 松岡航平
- 本田光騎
- 本多翼
- 丸山貢治
- 齋藤真矢
- 工藤舞人
- 代田明子

### スタッフ (TAC)
- 監修 - 塚越隆行
- 製作統括 - 永竹正幸
- 製作 - 隠田雅浩
- 企画 - 黒澤桂、南谷佳
- プロデューサー - 小西潤、金光大輔
- 制作プロデューサー - 石野仁子
- 制作協力 - VISTA
- 音楽プロデューサー - 鈴木俊太郎
- 脚本 - 足木淳一郎[25]
- 監督 - 坂本浩一[25]
- 製作・著作 - 円谷プロダクション[25]
- 編集 - 村上裕介
- 撮影監督 - 野澤啓
- 照明 - 河原真一
- 美術 - 小林巧
- 視覚効果 - 三輪智章
- アクションコーディネート - 岡野弘之
- ワイヤーアクションコーディネート - 岩上弘数
- キャラクターデザイン - 後藤正行、竹内純、脇貴彦
- 劇中デザイン - 井野元大輔
- 助監督 - 竹内祐一、奥野竜也

英語版スタッフ
- 音響監督 - ミゲール・リーヴァスミクー
- 音響制作 - ポニーキャニオンエンタープライズ
- 音響制作担当 - 竹村崇史、鈴木里美
- 翻訳 - MHRプランニング
- 翻訳コーディネーション - 広川めぐみ

### 音楽 (TAC)
主題歌「ZERO to INFINITY」
作詞・歌 - 宮野真守 / 作曲 - Erde、Daniel Durn、Katrine"Neya"Klith / 編曲 - Erde
エンディング「RESTART」
作詞 - TAKERU、瀬下千晶 / 作曲・編曲 - 小西貴雄 / 歌 - ボイジャー
挿入歌
「ウルトラマン80」 (Episode1)
作詞 - 山上路夫 / 作曲・編曲 - 木村昇 / 歌 - TALIZMAN
「ウルトラマンネオス TYPE 2001」 (Episode2)
作詞 - 松井五郎 / 作曲 - 鈴木キサブロー / 編曲 - 大門一也 / 歌 - Project DMM
「Spirit」 (Episode2)
作詞 - 松井五郎 / 作曲 - KATSUMI / 編曲 - 小西貴雄 / 歌 - Project DMM
「ウルトラマンマックス」 (Episode3)
作詞 - 及川眠子 / 作曲・編曲 - 高梨康治 / 歌 - TEAM DASH with Project DMM
「ウルトラ六兄弟」 (Episode6)
作詞 - 阿久悠 / 作曲 - 川口真 / 編曲 - 山本健司 / 歌 - Project DMM
「Blue Spinning」 (Episode7)
作詞 - 金光大輔 / 作曲・編曲 - ハマサキユウジ / 歌 - 海弓シュリ
「ザ☆ウルトラマン」 (Episode7)
作詞 - 阿久悠 / 作曲・編曲 - 宮内國郎 / 歌 - ささきいさお、コロムビアゆりかご会
「Buddy, steady, go!」 (Episode8)
作詞・歌 - 寺島拓篤 / 作曲・編曲 - 渡部チェル
「ウルトラマンメビウス」 (Episode9)
作詞 - 松井五郎 / 作曲 - 鈴木キサブロー / 編曲 - 京田誠一 / 歌 - Project DMM with ウルトラ防衛隊
「Ultra Spiral」 (Episode9)
作詞 - TAKERU、瀬下千晶 / 作曲・編曲 - 小西貴雄 / 歌 - ボイジャー

### 配信日程 (TAC)
| チャプター | 配信回    | 配信日         | 登場ヒーロー | 登場怪獣・宇宙人 |
| ---------- | --------- | -------------- | --- | --- |
| Chapter.1  | Episode1  | 2020年11月22日 | ウルトラマンゼロ ウルトラマンリブット ウルトラマンマックス [ 36 ] ウルトラマンゼノン ウルトラマン80 ユリアン ソラ ゾフィー ウルトラマンタロウ ウルトラマンヒカリ ウルトラマングレート ウルトラマンパワード ウルトラマンネオス ウルトラセブン21 ウルトラマンコスモス ウルトラマンジャスティス [ 36 ] ウルトラマンレジェンド 戦神 | アブソリュートタルタロス ヘルベロス スラン星人 ルーゴサイト 亡霊魔導士 レイバトス 吸血怪獣 ギマイラ マガオロチ シーサー                                                              |
| Chapter.1  | Episode2  | 11月29日       | ウルトラマンゼロ ウルトラマンリブット ウルトラマンマックス [ 36 ] ウルトラマンゼノン ウルトラマン80 ユリアン ソラ ゾフィー ウルトラマンタロウ ウルトラマンヒカリ ウルトラマングレート ウルトラマンパワード ウルトラマンネオス ウルトラセブン21 ウルトラマンコスモス ウルトラマンジャスティス [ 36 ] ウルトラマンレジェンド 戦神 | アブソリュートタルタロス ヘルベロス スラン星人 ルーゴサイト 亡霊魔導士 レイバトス 吸血怪獣 ギマイラ マガオロチ シーサー                                                              |
| Chapter.1  | Episode3  | 12月06日       | ウルトラマンゼロ ウルトラマンリブット ウルトラマンマックス [ 36 ] ウルトラマンゼノン ウルトラマン80 ユリアン ソラ ゾフィー ウルトラマンタロウ ウルトラマンヒカリ ウルトラマングレート ウルトラマンパワード ウルトラマンネオス ウルトラセブン21 ウルトラマンコスモス ウルトラマンジャスティス [ 36 ] ウルトラマンレジェンド 戦神 | アブソリュートタルタロス ヘルベロス スラン星人 ルーゴサイト 亡霊魔導士 レイバトス 吸血怪獣 ギマイラ マガオロチ シーサー                                                              |
| Chapter.2  | Episode4  | 12月12日       | ウルトラマンゼロ ウルトラマンベリアル（アーリースタイル） ウルトラマンケン（ ウルトラの父 ） ウルトラウーマンマリー（ ウルトラの母 ） ゾフィー ウルトラマントレギア（アーリースタイル） ウルトラマンタロウ ウルトラマンヒカリ / ハンターナイトツルギ                                                                            | アブソリュートタルタロス エンペラ星人 [ 29 ] ゴドラ星人 [ 29 ] ナックル星人 ババルウ星人 ジュダ [ 29 ] [ 注釈 3 ] モルド [ 29 ] [ 注釈 4 ] バット星人 ゼット 悪夢魔獣 ナイトファング |
| Chapter.2  | Episode5  | 12月20日       | ウルトラマンゼロ ウルトラマンベリアル（アーリースタイル） ウルトラマンケン（ ウルトラの父 ） ウルトラウーマンマリー（ ウルトラの母 ） ゾフィー ウルトラマントレギア（アーリースタイル） ウルトラマンタロウ ウルトラマンヒカリ / ハンターナイトツルギ                                                                            | アブソリュートタルタロス エンペラ星人 [ 29 ] ゴドラ星人 [ 29 ] ナックル星人 ババルウ星人 ジュダ [ 29 ] [ 注釈 3 ] モルド [ 29 ] [ 注釈 4 ] バット星人 ゼット 悪夢魔獣 ナイトファング |
| Chapter.2  | Episode6  | 12月27日       | ウルトラマンゼロ ウルトラマンベリアル（アーリースタイル） ウルトラマンケン（ ウルトラの父 ） ウルトラウーマンマリー（ ウルトラの母 ） ゾフィー ウルトラマントレギア（アーリースタイル） ウルトラマンタロウ ウルトラマンヒカリ / ハンターナイトツルギ                                                                            | アブソリュートタルタロス エンペラ星人 [ 29 ] ゴドラ星人 [ 29 ] ナックル星人 ババルウ星人 ジュダ [ 29 ] [ 注釈 3 ] モルド [ 29 ] [ 注釈 4 ] バット星人 ゼット 悪夢魔獣 ナイトファング |
| Chapter.3  | Episode7  | 2021年01月10日 | ウルトラマンゼロ ウルトラマンリブット ウルトラマンタイガ ウルトラマンタイタス ウルトラマンフーマ ウルトラマンジョーニアス [ 36 ] ウルトラウーマングリージョ ウルトラマンメビウス ウルトラマンゼット ウルトラマン80 ユリアン ウルトラマンタロウ ウルトラの父 ウルトラの母 ゾフィー アンドロメロス                                | アブソリュートタルタロス バット星人 ゼット ゼットン [ 29 ] EXゼットン [ 29 ] ゼットン・ファルクス ハイパーゼットン [ 29 ] レイバトス ザンドリアス ノイズラー                         |
| Chapter.3  | Episode8  | 01月17日       | ウルトラマンゼロ ウルトラマンリブット ウルトラマンタイガ ウルトラマンタイタス ウルトラマンフーマ ウルトラマンジョーニアス [ 36 ] ウルトラウーマングリージョ ウルトラマンメビウス ウルトラマンゼット ウルトラマン80 ユリアン ウルトラマンタロウ ウルトラの父 ウルトラの母 ゾフィー アンドロメロス                                | アブソリュートタルタロス バット星人 ゼット ゼットン [ 29 ] EXゼットン [ 29 ] ゼットン・ファルクス ハイパーゼットン [ 29 ] レイバトス ザンドリアス ノイズラー                         |
| Chapter.3  | Episode9  | 01月24日       | ウルトラマンゼロ ウルトラマンリブット ウルトラマンタイガ ウルトラマンタイタス ウルトラマンフーマ ウルトラマンジョーニアス [ 36 ] ウルトラウーマングリージョ ウルトラマンメビウス ウルトラマンゼット ウルトラマン80 ユリアン ウルトラマンタロウ ウルトラの父 ウルトラの母 ゾフィー アンドロメロス                                | アブソリュートタルタロス バット星人 ゼット ゼットン [ 29 ] EXゼットン [ 29 ] ゼットン・ファルクス ハイパーゼットン [ 29 ] レイバトス ザンドリアス ノイズラー                         |
| Chapter.3  | Episode10 | 01月31日       | ウルトラマンゼロ ウルトラマンリブット ウルトラマンタイガ ウルトラマンタイタス ウルトラマンフーマ ウルトラマンジョーニアス [ 36 ] ウルトラウーマングリージョ ウルトラマンメビウス ウルトラマンゼット ウルトラマン80 ユリアン ウルトラマンタロウ ウルトラの父 ウルトラの母 ゾフィー アンドロメロス                                | アブソリュートタルタロス バット星人 ゼット ゼットン [ 29 ] EXゼットン [ 29 ] ゼットン・ファルクス ハイパーゼットン [ 29 ] レイバトス ザンドリアス ノイズラー                         |

## 『ウルトラギャラクシーファイト 運命の衝突』
『ウルトラギャラクシーファイト 運命の衝突』（英題：ULTRA GALAXY FIGHT THE DESTINIED CROSSROAD）は、2022年4月29日から7月1日まで毎週金曜に配信されたシリーズ第3作。2作目から連続した世界観の直接的な続編であり、ウルトラヒーローとアブソリューティアンの激突が描かれる。
これまでのシリーズとは異なり、日本語バージョンでは初めて円谷プロダクションの動画配信サービス「TSUBURAYA IMAGINATION」にて2022年4月29日に世界最速先行配信された。その後、同年11月20日から2023年1月29日までウルトラマン公式 YouTube ULTRAMAN OFFICIAL by TSUBURAYA PROD.でも毎週日曜 10時 (JST) に配信された。
なお、「TSUBURAYA IMAGINATION」での本編配信開始に先駆け、2021年12月27日には前日譚『プロローグ編』が配信された。

### 登場キャラクター (TDC)

#### ヒーロー (TDC)
ウルトラマンゼロ ワイルドバースト

ウルトラマンゼット デスシウムライズクロー

ウルトラマンレグロス
『大いなる陰謀』のラストで、ナラクのアブソリューティアンの牢獄に鎖でつながれて幽閉された状態で登場したウルトラ戦士。赤い体躯や手首にはめられた枷が特徴。惑星D60での修業で宇宙最強と呼ばれるコスモ幻獣拳の流派・赤龍白虎拳を体得しているコスモ幻獣拳の総帥で、右腕の紋章に電撃白虎拳、左腕の紋章に火炎赤龍拳の力をそれぞれ象徴している。レオやアストラとは旧知の間柄であるが、厳密には前述の経緯ゆえに過去から連行されてきた並行同位体でもある。
光をユリアンによって取り戻して鎖を引きちぎった後はウルトラリーグに加わり、師・マスターアルーデの仇であるディアボロと戦う。
- ウルトラマンレオのようにカッコよく鼻の付いたデザインに迫りたいという思いで、少年漫画のヒーローというイメージの顔付きを描いている。激しいアクションをすることから、極力腕の紋章以外はシンプルにしており、当初は腰から足にかけてのラインもなかったが、シンプルすぎるということから後から足している。

閃光烈破弾

白虎赤龍弾

幻獣覇王拳

精鶴水蛇拳

#### 怪獣・宇宙人 (TDC)
アブソリュートディアボロ
狂戦士の異名を持つアブソリューティアンの拳士。粗暴乱雑で野蛮な荒くれ者だが、その実力はタルタロスに比肩する。戦闘ではコスモ幻獣拳や持ち前の剛力を駆使し、水牛のような形状の波動を放つコスモ幻獣拳奥義・剛力破牛拳を必殺技とする。
かつてレグロスの師であったマスターアルーデを手にかけてコスモ幻獣拳の総帥の地位を奪った悪辣非道な面も持つ。
- 監督の坂本は単なるパワータイプではなく、映画『燃えよドラゴン』や、『Gメン'75』に出演していたヤン・スエのイメージに近いという。
- ディアボロが悪魔の名前であるということから、悪魔的なイメージを取り入れている。角は悪魔を象徴するものとして付けたものだが、牛の幻獣拳の使い手という設定は後から聞いたものであるという。頭部は3Dプリンタで出力し、角の角度やサイズ感を微調整している。原型段階では角はもっと大きかったが、少し小さくしている。アブソリューティアンのパワーバランスを鎧の金の面積の多さで表現したいという坂本の要望から、資料段階ではディアボロはリーダーであったことから、タルタロスよりも金の面積を多くしている。タルタロス同様、エジプトの神々のようなモチーフとして、スカラベのイメージを鎧に取り入れている。赤紫の筋繊維のような部分は『ULTRAMAN』のウルトラマン・ザ・ネクスト ジュネッスのイメージを入れ込んでいる。アブソリューティアンは強者たちが集まってできた混成部隊であったため、共通のデザインの鎧ではなく、キャラごとに変えて個性を出ことから、タルタロスの鎧との差別化の意味で、黒いフレームを入れている。当初はコスモ幻獣拳の使い手という設定は聞かされていなかったため、紋章はデザイン画にはなく、ウルトラマンレグロスの腕の紋章を参考に牛の紋章を作り、紋章を入れる関係から、胸周りのデザインも少し変更している。
- アブソリュートハートは、赤と青の筋彫りは動脈と静脈をイメージしている。紋章の周りに入ったシボは、マスキング時にテープを塗料が半乾きの際に貼ったことでテープの痕が付いたことから、それをリカバーするために行った処理であるという。

『ウルトラマントリガー NEW GENERATION TIGA』に登場するアブソリュートディアボロ
配信に先行して、第14・15話にタルタロスと共に登場。エタニティコアの力を求めてトリガーの次元に出現し、デアボリックを操ってウルトラマントリガーに戦闘をしかけ、その後グリッタートリガーエタニティを制御できないトリガーからエタニティコアの力を吸い取ろうとする。しかし追いかけてきたウルトラマンリブットに介入され、タルタロスの制止もあり撤退する。その後、GUTS-SELECTが計画した「オペレーションドラゴン」に誘い込まれるかたちでスクナシティ郊外のTPU宇宙線研究所に再出現するが、カルミラたちの反抗もあって自身のアブソリュート粒子の採取を許し、バトルモードに変形したナースデッセイ号、青年リブットとの特訓で力を制御することに成功したグリッタートリガーエタニティ、そして加勢したリブットの合体攻撃によって倒される。しかし、核となる不死身の心臓であるアブソリュートハートが無事であったため肉体が復活し、怒りを覚えながらもタルタロスとともにザ・キングダムへと帰還する。

アブソリュートティターン
アブソリューティアンの孤高の剣士。任務に従い敵対者を冷徹に打ち倒す殺し屋だが、強者には敬意を払う騎士道精神に似た気高さを持つ武人であり、正反対な性格のディアボロとはそりが合わずに度々衝突する。戦闘では黄金の剣や両腕のカッター、頭部から分離させたシックルソードを用いる。
ウルトラマンネクサスと対峙した際に、彼の創出したメタフィールドから脱出するためにウルトラマンリブットと一時的に手を組んだことで、彼と因縁を持つ。

ギナ・スペクター
『X』に登場したグア3兄妹の長女であるグア軍団三軍神のひとりだが、同作品とは姿が異なる。左腰の蛇型の電磁ムチが武器。
タルタロスの兄に会わせるという甘言に乗せられ、星々を転戦してデビルスプリンターを集める。レイバトスによってグア・スペクターに合身させられるが、ウルトラマンレイガのレイガ・アルティメットブラスターによって倒され、グリージョの腕の中で消えていった。

ウルトラウーマングリージョダークネス
ウルトラウーマングリージョの光を元にバット星人がウルトラダークキラーのキラープラズマを再現したガス体によって生み出されたグリージョのダークネス。グリージョと同等の能力・戦闘力を身に付けており、腕から撃ち出すダークグリージョショットが必殺技。
グリージョとは同様の技ですんでのところまで追いつめるが、ナイス、ゼアス、ボーイの声援を受けたグリージョのグリージョショットによって敗れる。

映像作品初登場
サイバーメカバルタン

### キャスト (TDC)

#### 声の出演 (TDC)
日本語オリジナル / 英語吹替の順に記載。
- ウルトラマンゼロ - 宮野真守[68] / エリック・ケルソー[74]
- ウルトラマンリブット - 駒田航[68] / ジョシュ・ケラー[74]
- ウルトラマンレグロス - 仲村宗悟[69] / ヴィナイ・ムルティー[74]
- ゾフィー - 武内駿輔[68] / ライアン・ドリース
- ウルトラマン - 櫻井孝宏[59] / アレクサンダー・ハンター
- ウルトラセブン - 東地宏樹[59] / ジャック・マルジ
- ウルトラマンジャック - 三木眞一郎[59] / ダグラス・カーク[74]
- ウルトラマンエース - 関智一[59] / チャールズ・グラバー[75]
- ウルトラマンタロウ - 森久保祥太郎[68] / ビル・サリバン[75]
- ウルトラマンレオ - 細谷佳正[59] / イアン・ギブ[75]
- アストラ - 水島大宙[59] / マシュー・まさる・バロン[74]
- ウルトラマンメビウス - 福山潤[68] / マックスウェル・パワーズ[75]
- ウルトラマンヒカリ - 難波圭一[68] / クリス・ウェルズ
- ウルトラマンジャスティス、ソラ - 潘めぐみ / ルミコ・バーンズ
- ウルトラマンジョーニアス - 金光宣明[68] / ライアン・ドリース
- ウルトラマンゼアス - 村上ヨウ / ロバート・ボールドウィン
- ウルトラマンボーイ - 河津香賀美 / ソネス・スティーブンス
- ウルトラマンナイス - 宮坂ひろし[59] / アイクぬわら
- ウルトラマンスコット - 古谷徹[59] / ダンテ・カーヴァー[54][75]
- ウルトラマンチャック - てらそままさき[59] / ショーン・ニコルス[75]
- ウルトラウーマンベス - 瀬戸麻沙美[59] / マリア・テレサ・ガウ[75]
- ウルトラセブン21 - 松本健太[64] / ジョシュ・ケラー
- ウルトラマンゼノン - 岩崎諒太[64] / イアン・ギブ[75]
- ウルトラの父 - 飯島肇[68] / アレクサンダー・ハンター[75]
- ウルトラの母 - 三森すずこ[68] / ハンナ・グレース[75]
- ウルトラマン80 - 長谷川初範[68] / イアン・ギブ
- ユリアン - 戸松遥[68] / ハンナ・グレース[75]
- ウルトラマンキング - 檜山修之[68] / チャールズ・グラバー
- ウルトラマンギンガ - 根岸拓哉[56] / ピーター・ヴァン・ガーム[74]
- ウルトラマンビクトリー - 宇治清高[56] / マイケル・ホセ・リーヴァス＝ミクー
- ウルトラマンエックス - 高橋健介[56] / マーク・スタイン
- ウルトラマンオーブ - 石黒英雄[56] / クリス・ウェルズ
- ウルトラマンジード - 濱田龍臣[56] / 戸田ダリオ
- ウルトラマンロッソ - 平田雄也[56] / ジェフ・マニング
- ウルトラマンブル - 小池亮介[56] / ライアン・ドリース
- ウルトラウーマングリージョ - 其原有沙[68] / ルミコ・バーンズ
- ウルトラマンタイガ - 寺島拓篤[68] / マシュー・まさる・バロン[74]
- ウルトラマンタイタス - 日野聡[56] / ジェフ・マニング
- ウルトラマンフーマ - 葉山翔太[56] / クリス・ウェルズ
- ウルトラマンゼット - 畠中祐[56] / ピーター・ヴァン・ガーム[74]
- アンドロメロス - 山口智広[68][56] / ジェフ・マニング
- ウルトラマンコスモス - 杉浦太陽[68] / ピーター・ヴァン・ガーム
- イザナ女王 - 真堂圭[64]
- レイバトス - 金子はりい[64]
- バット星人 - 田久保宗稔[64]
- ギナ・スペクター - 七瀬彩夏[76][68] / ソネス・スティーブンス
- ウルトラマンベリアル、ベリアロク - 小野友樹[68] / ジャック・マルジ[74]
- ウルトラマントレギア - 内田雄馬[68] / マイケル・リース[74]
- アブソリュートディアボロ - 小川輝晃[出典 21] / デニス・フォルト[74]
- アブソリュートティターン - 安元洋貴[76][68] / ダグラス・カーク[74]
- アブソリュートタルタロス - 諏訪部順一[68] / ウォルター・ロバーツ[74]

#### アクション (TDC)
- 岩田栄慶
- 石川真之介
- 稲庭渉
- 大久保洸成
- アブソリュートディアボロ[40] - 大村将弘
- 岡部暁
- 片岡大知
- 神谷洸太
- 桑原義樹
- 齊藤辰馬
- 高橋舜
- 永地悠斗
- 福島弘之
- 福田憲文
- 丸田聡美
- 矢倉翔太
- 岩上弘数
- 野川瑞穂
- 安川桃香
- 久松宥希
- 河津香賀美
- 原隆太
- 古屋貴士
- 佐伯啓
- 本田光騎

### スタッフ (TDC)
- 監修 - 塚越隆行
- 製作統括 - 永竹正幸
- 製作 - 隠田雅浩
- 企画 - 黒澤桂、南谷佳
- プロデューサー - 小西潤、金光大輔
- 制作プロデューサー - 石野仁子
- 制作協力 - VISTA
- 編集 - 村上裕介
- 撮影監督 - 野澤啓
- 照明 - 河原真一
- 美術 - 中原佑典
- 視覚効果 - 三輪智章
- アクションコーディネート - 岡野弘之
- ワイヤーアクションコーディネート - 岩上弘数
- 助監督 - 竹内祐一、奥野竜也、福田和弘
- キャラクターデザイン - 後藤正行、竹内純、脇貴彦
- 劇中デザイン - 井野元大輔
- 脚本 - 足木淳一郎[57][67]
- 監督 - 坂本浩一[57][67]
- 製作・著作 - 円谷プロダクション[57][67]

英語版スタッフ
- 音響監督 - ミゲール・リーヴァスミクー
- 音響制作 - ポニーキャニオンエンタープライズ
- 音響制作担当 - 竹村崇史、鈴木里美
- 翻訳 - MHRプランニング
- 翻訳コーディネーション - 広川めぐみ

### 音楽（TDC）
主題歌「Now or Never!」
作詞・作曲・編曲 - Yocke / 歌 -  鈴木このみ from the Ultra League
エンディング「Super nova」
作詞 - 金光大輔 / 作曲・編曲 - 久下真音 / 歌 - 矢野水音
挿入歌
「Touch the Fire」（プロローグ編）
作詞 - KATSUMI / 作曲・編曲 - 大門一也 / 歌 - Project DMM
「ECLIPSE」（プロローグ編）
作詞・作曲 - KATSUMI / 編曲 - 大門一也 / 歌 - Project DMM
「ウルトラマンナイス」（Episode2）
作詞 - 里乃塚玲央 / 作曲 - 小杉保夫 / 編曲 - MANTA / 歌 - Project DMM
「Ultra Spiral」（Episode3）
作詞：TAKERU、瀬下千晶 / 作曲・編曲：小西貴雄 / 歌：ボイジャー
「フュージョンライズ！」（Episode3）
作詞：金光大輔 / 作曲・編曲：ハマサキユウジ / 歌：ボイジャー
「Blue Spinning」（Episode3）
作詞：金光大輔 / 作曲・編曲：ハマサキユウジ / 歌：海弓シュリ
「Buddy,steady,go!!」（Episode3）
作詞・歌：寺島拓篤 / 作曲・編曲：渡部チェル
「オーブの祈り(voyager version)」（Episode3）
作詞・作曲 - 高見沢俊彦 / 編曲 - 高見沢俊彦 with 本田優一郎 / 歌 - ボイジャー
「超勇者BUDDY GO!」（Episode4）
作詞 - 真崎エリカ / 作曲 - 本多友紀（Arte Refact） / 編曲 - 脇眞富（Arte Refact） / 歌 - ウルトラマンタイガ（CV.寺島拓篤）
「時の中を走りぬけて」（Episode5,6）
作詞 - 阿久悠 / 作曲 - 都倉俊一 / 編曲 - 風戸慎介 / 歌 - 石原慎一 / コーラス - こおろぎ'73
「ZERO to INFINITY」（Episode6）
作詞・歌 - 宮野真守 / 作曲 - Erde、Daniel Durn、Katrine"Neya"Klith / 編曲 - Erde
「すすめ!ウルトラマンゼロ」（Episode6）
作詞 - 田靡秀樹 & 山口智大 / 作曲・編曲 - 小西貴雄 / 歌 - ボイジャー
「戦え! ウルトラマンレオ」（Episode6）
作詞 - 阿久悠 / 作曲・編曲 - 川口真 / 歌 - ヒデ夕樹
「Promise for the future」（Episode9,10）
作詞 - マイクスギヤマ / 作曲 - 渡辺徹 / 編曲 - ats-,清水武仁&渡辺徹 (Blue Bird’s Nest) / 歌 - 畠中祐

### 放送日程 (TDC)
| 放送回       | 配信日         | 登場ヒーロー | 登場怪獣・宇宙人 |
| ------------ | -------------- | --- | --- |
| プロローグ編 | 2021年12月27日 | ウルトラマンゼロ ウルトラマンリブット ウルトラマンキング ウルトラの父 ウルトラの母 ゾフィー ウルトラマンタロウ ウルトラマンメビウス ウルトラマンヒカリ ウルトラウーマングリージョ ウルトラマンタイガ ウルトラマン80 ユリアン ウルトラマンジョーニアス アンドロメロス ウルトラマンコスモス ウルトラマンベリアル（アーリースタイル） ウルトラマントレギア（アーリースタイル） | アブソリュートタルタロス アブソリュートディアボロ アブソリュートティターン アブソリューティアン リドリアス                                            |
| Episode1     | 2022年04月29日 | ウルトラマンゼロ ウルトラマンリブット ウルトラマンレグロス ゾフィー ウルトラセブン ウルトラマンエース ウルトラマンレオ ウルトラマンメビウス ウルトラマンジョーニアス ソラ ウルトラマンゼアス [ 58 ] ウルトラマンボーイ [ 67 ] [ 58 ] ウルトラマンナイス [ 67 ] [ 58 ] ウルトラの父 ウルトラの母 ユリアン ウルトラマンキング ウルトラマンギンガ ウルトラマンビクトリー ウルトラマンエックス ウルトラマンオーブ ウルトラマンジード ウルトラマンロッソ ウルトラマンブル ウルトラウーマングリージョ ウルトラマンタイガ ウルトラマンタイタス ウルトラマンフーマ ウルトラマンゼット アンドロメロス イザナ女王               | アブソリュートタルタロス アブソリュートディアボロ バット星人 レイバトス ギナ・スペクター ベムスター ダークロプス レギオノイド ペスター                |
| Episode2     | 05月06日       | ウルトラマンゼロ ウルトラセブン ウルトラマンレオ ウルトラマンジョーニアス ウルトラマンゼアス ウルトラマンボーイ ウルトラマンナイス ウルトラマンティガ ウルトラマンダイナ ウルトラマンガイア ウルトラマンエックス ウルトラマンジード ウルトラウーマングリージョ ウルトラマンタイタス ウルトラマンゼット | アブソリュートタルタロス バット星人 レイバトス ギナ・スペクター ダークロプス レギオノイド グリージョダークネス                                        |
| Episode3     | 05月13日       | ウルトラマンゼアス ウルトラマンボーイ ウルトラマンナイス ウルトラマンギンガ ウルトラマンビクトリー ウルトラマンギンガビクトリー ウルトラマンエックス ウルトラマンオーブ ウルトラマンジード ウルトラマンロッソ ウルトラマンブル ウルトラマンルーブ ウルトラウーマングリージョ ウルトラマンタイガ ウルトラマンタイタス ウルトラマンフーマ ウルトラマンゼット | アブソリュートタルタロス バット星人 レイバトス ギナ・スペクター グリージョダークネス グア・スペクター [ 73 ]                                          |
| Episode4     | 05月20日       | ウルトラマンレグロス ユリアン ウルトラマンスコット [ 出典 22 ] ウルトラマンチャック [ 出典 22 ] ウルトラウーマンベス [ 出典 22 ] ウルトラマンゼアス ウルトラマンボーイ ウルトラマンナイス ウルトラマンギンガ ウルトラマンビクトリー ウルトラマンギンガビクトリー ウルトラマンエックス ウルトラマンオーブ ウルトラマンジード ウルトラマンロッソ ウルトラマンブル ウルトラマンルーブ ウルトラウーマングリージョ ウルトラマングルーブ ウルトラマンタイガ ウルトラマンタイタス ウルトラマンフーマ ウルトラマンレイガ ウルトラマンゼット ウルトラマンベリアル（アーリースタイル） ウルトラマントレギア（アーリースタイル） | アブソリュートタルタロス アブソリュートディアボロ アブソリュートティターン ギナ・スペクター グア・スペクター メカバルタン [ 73 ] サイバーメカバルタン |
| Episode5     | 05月27日       | ウルトラマンゼロ ウルトラマンリブット ウルトラセブン ウルトラマンレオ アストラ ウルトラマンジョーニアス ソラ ウルトラマンスコット ウルトラマンチャック ウルトラウーマンベス ウルトラマンネクサス イザナ女王 | アブソリュートタルタロス アブソリュートティターン |
| Episode6     | 06月03日       | ウルトラマンゼロ ウルトラマンリブット ウルトラセブン ウルトラマンレオ アストラ ウルトラマンジョーニアス ウルトラマンスコット ウルトラマンチャック ウルトラウーマンベス ウルトラマンネクサス ウルトラマンノア ウルトラマンベリアル（アーリースタイル） ウルトラマントレギア（アーリースタイル） | アブソリュートタルタロス アブソリュートディアボロ アブソリュートティターン アブソリューティアン ウルトロイドゼロ ミクラス ウインダム アギラ           |
| Episode7     | 06月10日       | ウルトラマンゼロ ウルトラの父 ウルトラの母 ゾフィー ウルトラマン ウルトラセブン ウルトラマンジャック ウルトラマンエース ウルトラマンタロウ アストラ ウルトラマンヒカリ ハンターナイトツルギ ウルトラマンジョーニアス ソラ ウルトラセブン21 ウルトラマンゼノン ウルトラマンジャスティス ウルトラマンビクトリー ウルトラマンベリアル（アーリースタイル） ウルトラマントレギア（アーリースタイル） アンドロメロス イザナ女王 | アブソリュートタルタロス アブソリュートディアボロ アブソリュートティターン アブソリューティアン                                                       |
| Episode8     | 06月17日       | ウルトラマンゼロ ウルトラマンリブット ウルトラマンレグロス ウルトラの父 ウルトラの母 ゾフィー ウルトラマン ウルトラマンレオ アストラ ウルトラマンメビウス ウルトラマンヒカリ ハンターナイトツルギ ユリアン ソラ ウルトラセブン21 ウルトラマンゼノン ウルトラマンジャスティス ウルトラマンビクトリー ウルトラマンベリアル（アーリースタイル） ウルトラマントレギア（アーリースタイル） アンドロメロス イザナ女王 | アブソリュートタルタロス アブソリュートディアボロ アブソリュートティターン アブソリューティアン                                                       |
| Episode9     | 06月24日       | ウルトラマンゼロ ウルトラマンリブット ウルトラマンレグロス ゾフィー ウルトラマン ウルトラセブン ウルトラマンジャック ウルトラマンエース ウルトラマンタロウ ウルトラマンレオ アストラ ウルトラマンメビウス ウルトラマンジード ウルトラマンタイガ ウルトラマンタイタス ウルトラマンフーマ ウルトラマンゼット ウルトラマンベリアル（アーリースタイル） ウルトラマントレギア（アーリースタイル） | アブソリュートタルタロス アブソリュートディアボロ アブソリュートティターン アブソリューティアン                                                       |
| Episode10    | 07月01日       | ウルトラマンゼロ ウルトラマンリブット ウルトラマンレグロス ウルトラマンキング ウルトラの父 ウルトラの母 ゾフィー ウルトラマンレオ アストラ ユリアン ウルトラマンジョーニアス ソラ ウルトラマンジード ウルトラマンゼット ウルトラマンベリアル（アーリースタイル） ウルトラマントレギア（アーリースタイル） アンドロメロス イザナ女王 ウルトラマントリガー | アブソリュートタルタロス アブソリュートディアボロ カルミラ ダーゴン ヒュドラム                                                                        |

### Blu-ray / DVD (TDC)
2022年10月28日発売。品番：BCXS-1785（Blu-ray）、BCBS-5131（DVD）。プロローグ編と配信版全10話を一本化した完全版。

### 関連番組 (TDC)
『ULTRA GALAXY FIGHT映像ラジオ ギャラファイトーク』
TSUBURAYA IMAGINATIONとウルトラマン公式 ULTRAMAN OFFICIAL by TSUBURAYA PROD.で2021年12月27日と2022年1月1日に配信された映像付きラジオ番組。監督の坂本とウルトラマンリブット役の駒田、アブソリュートタルタロス役の諏訪部が出演した。

## 『ウルトラマンレグロス』
『ウルトラマンレグロス』は、『運命の衝突』で初登場したウルトラマンレグロスを主人公としたスピンオフ作品。2023年5月23日・6月6日にTSUBURAYA IMAGINATIONにて配信。

### 登場キャラクター（レグロス）

#### ヒーロー（レグロス）
ウルトラマンレグロス（アーリースタイル）
両腕の枷も嵌められていないほか、龍虎の紋章が右肩と左腕にない。出身地はレグロス自身も知らず、名前以外の記憶を失い、宇宙最強と言われる幻の拳法・コスモ幻獣拳発祥の地である竜座D60（ディーリューシー）に漂着する。マスターアルーデに見出されて門下生となり、トゥバーンとフォロスに学び、コスモビーストの力をマグマ星人軍団に襲撃される中で継承することで、火炎赤龍拳を左腕、電撃白虎拳の紋章を右肩に宿す赤龍白虎拳の使い手となった。
- レグロスのデザインから引き算する形でデザインされた。

スピカ
コスモレオパルドの力を宿した高速凍豹拳の使い手である女闘士。最初にD60に落下したレグロスを発見し、何くれとなく彼の身の回りの世話を焼く。

マスターアルーデ
コスモ幻獣拳総帥で、コスモバッファローの力を宿した至高の拳・剛力破牛拳の使い手。素性が知れないレグロスの燃えるような熱い目に素質を感じ、門下に迎え入れる。ヴォルカンの毒手に蝕まれ、何者かに暗殺される。

インストラクターフォロス
コスモ幻獣拳師範で、コスモタイガーの力を宿した電撃白虎拳を修める。感情に呑まれがちなレグロスを厳しく鍛える。奔放なトゥバーンとは水と油だが最強のコンビである。

トゥバーン
崖下の遺跡に隠遁するコスモドラゴンの力を宿した火炎赤龍拳の達人で実力はあるが、インストラクターの称号はなぜか冠されていない。戒律に縛られることを嫌い、過去にコスモ幻獣拳を破門されている。レグロスの師匠となって奥義を伝授している。

アルピオ
コスモクレーンの力を宿した風を操るコスモ幻獣拳・飛翔精鶴拳の使い手。村を守るためにヴォルカンと戦うが、その毒手の餌食となる。

ファルード
コスモスネイクの力を宿した水を操るコスモ幻獣拳・幻影水蛇拳の使い手。レグロスの兄弟子で、密かにレグロスが学んでいた赤龍拳にいち早く気付いた。ヴォルカンの毒手によって殺されてしまう。

ディアス
宇宙を渡り歩く武術家。押しかけの門下生でレグロスの相棒となるが、アブソリュートディアボロの仮の姿であり、マスターアルーデを殺害して剛力破牛拳を奪取する。

#### 怪獣・宇宙人（レグロス）
本作品で初登場
マグマ侵略軍提督ヴォルカン

マグマ地獄兄妹ユラブ

マグマ地獄兄妹ラバ

### キャスト（レグロス）
- ウルトラマンレグロス - 仲村宗悟[82][79]
- スピカ - 伊藤美来[82][79]
- マスターアルーデ - 大塚明夫[82][79]
- アルピオ - 増田俊樹[82][79]
- ファルード - 前野智昭[82][79]
- インストラクターフォロス - 津田健次郎[82][79]
- トゥバーン - 森川智之[82][79]
- ディアス - 石田彰[80][81]
- ウルトラマンレオ - 細谷佳正[80][81]
- マグマ侵略軍提督ヴォルカン - 黒田崇矢[79]
- マグマ地獄兄妹ユラブ - 外島孝一[79]
- マグマ地獄兄妹ラバ - 春川芽生[79]
- アブソリュートディアボロ - 小川輝晃
- アブソリュートタルタロス - 諏訪部順一

### アクション（レグロス）
- ウルトラマンレグロス - 大久保洸成
- インストラクターフォロス - 岡部暁
- アルビオ - 稲庭渉
- ディアス - 大村将弘
- スピカ - 野川瑞穂
- トゥバーン- 丸山貢治
- ファルード - 坂口俊昭
- マスターアルーデ - 工藤舞人

### スタッフ（レグロス）
- 脚本 - 足木淳一郎[82][79]
- 監督 - 坂本浩一[82][79]
- 製作・著作 - 円谷プロダクション[82][79]
- 音響効果 - 足木淳一郎
- 音楽 - 中村康隆、SHIKI

### 音楽（レグロス）
主題歌「fist of hope」
作詞・作曲・歌 - 仲村宗悟 / 編曲 - 村山☆潤
流用曲
『ウルトラマンレオ』劇中音楽作曲 - 冬木透
『ウルトラギャラクシー大怪獣バトル』劇中音楽作曲 - 佐橋俊彦
『ウルトラマンメビウス外伝 ゴーストリバース』『ウルトラ銀河伝説外伝 ウルトラマンゼロVSダークロプスゼロ』劇中音楽作曲 - 上田靖博

### 関連番組（レグロス）
『ウルトラマンレグロス ファーストミッション』
本作品のスピンオフ。2023年7月4日配信。『運命の衝突』直後を描く。
ウルトラマンレグロス ボイスドラマ
3エピソード視聴限定配信のボイスドラマ。
| 話数 | サブタイトル         | エピソード                               | 配信日        |
| ---- | -------------------- | ---------------------------------------- | ------------- |
| #01  | 背負いし想い         | ウルトラマンレグロス&アルビオ編          | 2023年6月29日 |
| #02  | レグロスが好きな幻獣 | ウルトラマンレグロス&ファルード編        | 2023年7月11日 |
| #03  | 休日の過ごし方       | ウルトラマンレグロス・スピカ・ディアス編 | 2023年8月4日  |

#### キャスト（ファーストミッション）
- ウルトラマンレグロス - 仲村宗悟[87]
- ウルトラマンリブット - 駒田航
- ソラ - 潘めぐみ[87]
- アンドロメロス - 山口智広[87]
- ウルトラマングレート - 関智一[87]
- ウルトラマンスコット - 古谷徹[87]
- ウルトラマンチャック - てらそままさき[87]
- ウルトラウーマンベス - 瀬戸麻沙美[87]
- イザナ女王 - 真堂圭[87]
- ウルトラマンパワード - 森川智之[87]
- ゾフィー - 武内駿輔
- ウルトラマン - 櫻井孝宏
- ウルトラマンジャック - 三木眞一郎
- ウルトラの父 - 飯島肇
- ウルトラの母 - 三森すずこ
- ザラブ星人 - 神倉雅弥
- レイブラッド星人 / レイバトス - 金子はりい

#### アクション（ファーストミッション）
- 稲庭渉
- 大村将弘
- 片岡大知
- 桑原義樹
- 高橋舜
- 福島弘之
- 福田憲文
- 丸田聡美
- 石川真之介
- 大久保洸成
- 岡部暁
- 神谷洸太
- 齊藤辰馬
- 永地悠斗
- 矢倉翔太
- 岩上弘数
- 野川瑞穂
- 久松宥希
- 原隆太
- 金山拓矢
- 佐伯啓
- 寺田涼夏
- 斉藤真矢
- 丸山貢治
- 安川桃香
- 河津香賀美
- 古屋貴士
- 本田光騎
- 松岡航平
- 熊本敬介
- 工藤舞人
- 坂口俊昭

#### スタッフ（ファーストミッション）
- 監修 - 塚越隆行[87]
- 製作統括 - 永竹正幸[87]
- 製作 - 隠田雅浩[87]
- プロデューサー - 小西潤、金光大輔[87]
- 脚本 - 足木淳一郎[87]
- 監督 - 坂本浩一[87]
- 音響効果 - 金光大輔
- 音楽 - 中村康隆、真鍋ひでたか、中沢昭宏
- 製作・著作 - 円谷プロダクション[87]

#### 音楽（ファーストミッション）
主題歌「fist of hope」
作詞・作曲・歌 - 仲村宗悟 / 編曲 - 村山☆潤
エンディング「Rain forest (REGULOS ver.)」
作詞・作曲 - 渡辺翔 / 歌 - 仲村宗悟 / 編曲 - 村山☆潤
挿入歌
「Now or Never!」
作詞・作曲・編曲 - Yocke / 歌 -  鈴木このみ from the Ultra League
流用曲
『ウルトラギャラクシー大怪獣バトル』『ウルトラマンパワード』劇中音楽作曲 - 佐橋俊彦
『ウルトラマンUSA』音楽作曲 - 風戸慎介
『ウルトラマンゼアス2 超人大戦・光と影』音楽作曲 - ジェイムス下地
『ウルトラマンメビウス外伝 ゴーストリバース』『ウルトラ銀河伝説外伝 ウルトラマンゼロVSダークロプスゼロ』劇中音楽作曲 - 上田靖博